# Kolinovce
Kolinovce é um município da Eslováquia, situado no distrito de Spišská Nová Ves, na região de Košice. Tem 4,68 km² de área e sua população em 2018 foi estimada em 579 habitantes.

## Demografia
| Ano:        | 1994 | 2004   | 2014   | 2024   |
| ----------- | ---- | ------ | ------ | ------ |
| Broj ljudi: | 540  | 590    | 576    | 580    |
| Razlika:    |      | +9,25% | -2,37% | +0,69% |

| Ano:               | 2023 | 2024   |
| ------------------ | ---- | ------ |
| Número de pessoas: | 576  | 580    |
| Diferença:         |      | +0,69% |